# خلیل‌الرحمن حنانی
خلیل الرحمن حنّانی (متولد ۱۹۵۸ میلادی، بازارک، ولایت پنجشیر) سیاستمدار، استاد مطالعات، جامعه‌شناس، نویسنده تاجیک تبار اهل افغانستان، و کنون جنرال قول افغانستان در جده، عربستان سعودی است.

## زندگی
خلیل الرحمن حنّانی به سالِ ۱۹۵۸ (میلادی) در خانواده‌ای دیندار در بازارکِ ولایت پنجشیرِ افغانستان چشم به جهان گشود.
وی آموزش‌های ابتدایی و لیسه (دبیرستان) را در دارالعلوم عربی کابل در سال ۱۹۸۰ میلادی در کابل، به پایان رساند.
اما به سبب شرایط اختناق‌آور رژیم کمونیستی (حزب دموکراتیک خلق) ناگزیر به هجرت به پاکستان شد و بعد از سپری کردن هشت ماه در پشاور، در ماه سرطان سال ۱۹۸۱ میلادی دوباره به افغانستان برگشت و بلافاصله با شهید احمد شاه مسعود، آمر جبهات جهادی پنجشیر و پروان و کاپیسا از نزدیک آشنا شد و در بخش‌های مختلف جبهه پنجشیر مصروف جهاد و مبارزه با رژیم کمونیستی و شوروی‌ها گردید؛ و سپس در سال ۱۳۶۵ خورشیدی، در همراهی با احمد شاه مسعود به صفحات شمال رفت و تا سال ۱۹۹۱ در بخش‌های مختلف شورای نظار (جمعیت اسلامی افغانستان) فعالیت داشت.

### ادامه تحصیل
در سال ۱۹۹۱ میلادی، برای اجرای برخی امور به پاکستان رفت و در آنجا علاقه‌مندی برای ادامه تحصیلات عالی افزایش یافت. در نتیجه ابتدا شامل دانشگاه بین‌المللی اسلامی - اسلام‌آباد شد و پس از یک مدت، به دانشگاه ام القری در مکه مکرمه، عربستان سعودی پذیرفته شده و در سال ۱۹۹۳ به عربستان سعودی رفت؛ و پس از فراغت از انستیتوت زبان عربی، وارد دانشکده شرعیات دانشگاه ام القری شد و در سال ۱۹۹۸، لیسانس (کارشناسی) خود را در رشته قضا (حقوق) گرفته و پس از آن کارشناسی ارشد خود را در سال ۲۰۰۳ در اصول فقه از آن دانشگاه بدست آورد.
آقای حنّانی در سال ۲۰۰۶، دکتورای خود را در مطالعات اسلامی از دانشگاه النیلین، سودان بدست آورده است.

## وزارت امور خارجه
خلیل الرحمن حنّانی در ماه اسد ۱۳۸۱ خورشیدی مطابق به اگست ۲۰۰۲ میلادی شامل وزارت امور خارجه شد و یکی از کارمندان برجسته این وزارت بود؛ و در سال ۲۰۰۷ میلادی به حیث معاون مدیریت چهارم سیاسی در امور اتحادیه اروپا، اروپای شمالی و جنوبی مقرر شد و تا قوس ۱۳۸۹ خورشیدی اجرا عمل کرد.

## تدریس
آقای حنّانی از سال ۲۰۰۷ تاکنون همچون استاد رشته مطالعات اسلامی در دانشگاه طب کابل، دانشگاه مریم، و دانشگاه سلام تدریس می‌نماید.

## وزارت معارف
در کنار تدریس و مأموریت در وزارت خارجه، آقای حنّانی مدت دو سال مشاور وزارت معارف در برنامه نصاب تعلیمی انکشافی معارف افغانستان بود و پنج جلد کتاب درسی نوشته است.

## سفارت
در سال ۲۰۰۲ به حیث مستشار وزیر مختار (شارژدافیر) در سفارت افغانستان در خارطوم، سودان توظیف گردید و مدت سه و نیم سال در خارطوم، سودان ایفای وظیفه نمود.
و در ۱۸ قوس ۱۳۸۹ به حیث جنرال قونسل افغانستان به جده، عربستان سعودی تعین گردید که تاکنون در این پست ایفای وظیفه می‌نماید.